# Borivske (Lugansk)
Borivske (en ucraniano: Борівське, en ruso: Боровское, romanizado: Borovskoye) es un asentamiento urbano ucraniano perteneciente al óblast de Lugansk. Situado en el noreste del país, formaba parte del municipio de Severodonetsk hasta 2020, aunque ahora es parte del raión de Severodonetsk. 
La ciudad se encuentra ocupada por Rusia desde el 22 de junio de 2022, siendo administrada como parte de la de facto República Popular de Lugansk. 

## Geografía
Borivske se encuentra a 11 km al noroeste de Severodonetsk y 64 km al noroeste de Lugansk.

## Historia
Borivske se mencionó por primera vez por escrito en 1642, cuando los cosacos se vieron obligados a entregar la ciudad y la migración hacia el norte a lo largo del Don comenzó. Otras fuente sitúan su fundación en 1672. La comunidad religiosa con su propio lugar de culto en Borivske existe desde el 27 de febrero de 1694. Fue ese día que el patriarca Adrián de Moscú entregó el antiminus a la iglesia recién construida. En 1885, se consagró un templo de piedra en honor a San Nicolás.
En abril de 1918, Borivske quedó bajo el control de las tropas alemanas como parte de la Primera Guerra Mundial.
En diciembre de 1918, Borivske quedó bajo la autoridad del Directorio de Ucrania. A principios de 1919, el poder pasó a los bolcheviques. En junio de 1919, el pueblo quedó bajo el control del Ejército Blanco, que gobernaron hasta fin de año. Desde entonces el asentamiento formó parte de la Unión Soviética.
A principios de la década de 1920, se colectivizó la agricultura y se produjo en Borivske lo que se conoce como Holodomor en 1921-1923. En este momento y hasta 1977, Borivske formada parte del raión de Lisichansk. En 1922 se inauguró la biblioteca del pueblo. En diciembre de 1929, se estableció la granja colectiva y se le asignaron 4.973 hectáreas de tierra agrícola.
En 1938, el pueblo recibió el estatus de asentamiento de tipo urbano. En el pueblo había 5 tiendas, un club con un salón para 350 personas, una biblioteca, un hospital, una maternidad, etc. Había una escuela primaria y secundaria, donde estudiaban 860 alumnos. La escuela vocacional nocturna de Boriv funcionó, capacitando a químicos, cerrajeros y electricistas.
El 11 de junio de 1942, durante la Segunda Guerra Mundial, las tropas de la Wehrmacht entraron en el pueblo. El 1 de febrero de 1943, la 78 División de Fusileros del Ejército Rojo capturó el pueblo. 
En el curso de la restauración, ya en 1944, se repararon 522 edificios residenciales y el edificio del consejo del pueblo. Se restableció la conexión telefónica y la red de radio. En 1948, el pueblo recibió electricidad y en 1947 comenzó a funcionar un hospital de 10 camas. En 1948, se restauró el edificio de la escuela y se reabrió la biblioteca. En 1952, la escuela de siete años se convirtió en una escuela secundaria. 
Tras la independencia de Ucrania, desde 1992 el lugar pertenece al distrito urbano de Severodonetsk, antes formaba parte del raión de Popasna. 
Durante la invasión de Ucrania de 2022, las fuerzas de la autoproclamada República Popular de Lugansk, con la ayuda de las fuerzas rusas, se apoderaron del asentamiento el 25 de junio de 2022, cuando el ejército ucraniano se retiró de Severodonetsk hacia la otra orilla del río Donets.

## Estatus administrativo
Hasta el 18 de julio de 2020, Borivske fue parte del municipio de Severodonetsk. El raión se abolió en julio de 2020 como parte de la reforma administrativa de Ucrania, que redujo el número de rayones del óblast de Lugansk a ocho. Desde entonces, Borivske forma parte del raión de Severodonetsk.

## Demografía
La evolución de la población entre 1989 y 2021 fue la siguiente:
| 5791                                                          | 5928 | 5749 | 5692 |
| (Fuente: Cities & Towns of Ukraine y UKRAINE: Größere Städte) |      |      |      |

Según el censo de 2001, la gran mayoría de la población tiene como lengua materna el ruso (94,67%), seguidos por los hablantes de ucraniano (5.16%).

## Economía
La mayoría de la población trabaja en Severodonetsk. El comercio está poco desarrollado. Anualmente, la silvicultura extrae 4.000 m³ de productos forestales (principalmente sotobosque y leña), crea 200 ha de áreas de cultivo forestal, cultiva plántulas de pino silvestre (2 millones de piezas) y fabrica madera aserrada, tarimas y piezas en bruto aserradas, ya que los alrededores del asentamiento están llenos de bosques.

## Infraestructura

### Transporte
Hay carreteras que conectan Borivske con Severodonetsk y Bobrove. El aeropuerto de Severodonetsk está ubicado en el medio entre los pueblos de Borivske y Sirotine.